# Karel Camrda
Karel Camrda (* 26. října 1964, Tábor) je bývalý československý reprezentant v cyklokrosu. Při svém premiérovém startu v roce 1988 získal ve švýcarském Hägendorfu titul amatérského mistra světa v této cyklistické disciplíně. V mrazivém počasí a bahnitém terénu se tehdy dokázal nejlépe vypořádat s nástrahami náročné tratě. V roce 1990 přešel k profesionálům. V této elitní kategorii získal na mistrovství světa v anglickém Leedsu v roce 1992 stříbro, což mu vyneslo také ocenění Král cyklistiky v témže roce.

## Cyklokros v rodině
Pochází z cyklistické rodiny. Na mistrovství světa a ve Světovém poháru v cyklokrosu jezdil i jeho bratr Pavel Camrda starší (* 3. prosince 1968) a cyklokrosu se věnoval i nejmladší bratr Luděk Camrda. V roce 2009 se cyklistice a cyklokrosu zvlášť začal věnovat i Pavel Camrda mladší, synovec Karla a syn Pavla staršího.

## Účast na mistrovství světa
- 1988 - Hägendorf (Švýcarsko) - amatéři - zlato
- 1989 - Pont-Château (Francie) - amatéři - 25. místo (1 min a 35 sekund za vítězným Ondrejem Glajzou)
- 1990 - Getxo (Španělsko) - profesionálové - 8. místo (6 sekund za sedmým Radkem Šimůnkem starším a 15 sekund za vítězným Nizozemcem Henkem Baarsem)
- 1991 - Gieten (Nizozemsko) - profesionálové - 11. místo - (1 min a 48 sek za vítězným Radkem Šimůnkem starším)
- 1992 - Leeds (Velká Británie) - profesionálové - stříbro (18 sekund za vítězným Mike Klugem)
- 1993 - Corva (Itálie) - profesionálové - 27. místo

### 1988: Původně náhradník, nicméně zlatý mezi amatéry
V roce 1988 poprvé startoval na Mistrovství světa ve švýcarském Hägendorfu. Původně jel do země helvétského kříže jako náhradník, ale do konečné nominace pro samotný závod se dostal díky bahnitému terénu, který na cyklokrosaře v závodu čekal. Protože Karel byl nejlepším specialistou na bahnitou trať mezi všemi československými cyklokrosaři, kteří se tehdy v pětičlenné širší nominaci na místě závodu ve Švýcarsku nacházeli, trenér Hasoň jej bez váhání nominoval. S osudem náhradníka se pak musel smířit Peter Hric (rodák ze Spišské Nové Vsi jezdící tehdy za Lokomotivu Košice), který však sám uznal, že za těchto podmínek nemohl Karel chybět.
V mrazivém počasí a bahnitém terénu se dokázal nejlépe vypořádat s nástrahami náročného závodu a do cíle dojel s náskokem 25 sekund před domácím Švýcarem Honeggerem a jedné minuty a šesti sekund před Dánem Djernisem.

### 1992: Stříbrný mezi profesionály
V roce 1990 přesedlal k profesionálům, mezi kterými o dva roky později (1992) na mistrovství světa v anglickém Leedsu vybojoval stříbro, když ho dokázal předjet jenom dvojnásobný amatérsky mistr světa (1985, 1987) Němec Mike Kluge. Nejelo se v bahně a blátě, kde byl specialistou Karel a s potížemi tam jezdil Kluge a nejelo se ani ve sněhu ani na ledě, kde to uměl Kluge a vůbec to nevyhovovalo Camrdovi. MS v Leedsu se jelo na suché, relativně tvrdé trati, což vyhovovalo oběma. V těchto stejně výhodných podmínkách byl nakonec o 18 sekund rychlejší německý závodník.

## Profesionální kariéra
Svoji profesionální kariéru absolvoval v těchto týmech:
- 1990 - Mini Flat (Belgie)
- 1991 - Attractieverhuur Moonen (Nizozemsko)
- 1992 - Assos - Dvorak (Československo)
- 1992 - Moonen - Drenthe Lease (Nizozemsko)
- 1993 - Assos - Dvorak (Česko)
- 1993 - Moonen (Nizozemsko)
- 1993 - Attractieverhuur Moonen (Nizozemsko)

## Ocenění
Král cyklistiky 1992